# Brzozogaj (powiat gnieźnieński)
Brzozogaj – wieś w Polsce położona w województwie wielkopolskim, w powiecie gnieźnieńskim, w gminie Kłecko.
W latach 1975–1998 miejscowość administracyjnie należała do województwa poznańskiego.
Brzozogaj położony jest nad Małą Wełną i jeziorem Działyńskim. Nad Jeziorem Działyńskim jest położona wykorzystywana w sezonie letnim plaża. W 2011 mieszkało tu 79 osób.

## Historia
Nazwa wsi pochodzi od rosnących tutaj brzóz. W 1580 r. wieś należała do rodziny Latalskich, później do Opałów. 
W 07.05.1656 przy przeprawie przez Małą Wełnę doszło do przegranej przez Polaków bitwy oddziałów hetmana Stefana Czarnieckiego ze Szwedami. W 1889 r. wieś należała do barona von Sprengera.
We wsi znajduje się pomnik poświęcony obrońcom walczących w obronie Kłecka, a także przydrożna kapliczka poświęcona Maryi.
Według badacza kultury, Dawida Junga, jedna z legend zachowała tradycję: gdy książę Mieszko przyjął chrzest, w grodzie kłeckim wzniesiono pierwszy kościół drewniany. Powiadają, że książę nakazał zniszczenie wszystkich przybytków pogańskich w okolicy, w tym słynącego na całej słowiańszczyźnie świętego gaju brzozowego zwanego „Brzozogajem”. To właśnie z powalonych pni brzozowych powstał w Kłecku pierwszy kościół grodowy.